# Mineros de Zacatecas
Para el equipo de baloncesto, véase Mineros de Zacatecas (baloncesto).
Mineros de Zacatecas Fútbol Club, o simplemente Mineros de Zacatecas, es un club de fútbol profesional mexicano con sede en la ciudad de Zacatecas, Zacatecas, México, y que actualmente participa en la Liga de Expansión MX. Fue fundado el 28 de mayo de 2014 como parte de un acuerdo entre Grupo Pachuca y el Gobierno del Estado de Zacatecas. En 2020, Grupo Pachuca vendió la franquicia en su totalidad al empresario zacatecano Eduardo López Muñoz, asegurando así, la permanencia del equipo en la entidad. Disputa sus partidos de local en el Estadio Carlos Vega Villalba.
Hoy en día, Mineros de Zacatecas cuenta con el récord del gol más rápido en la historia del fútbol mexicano gracias al paraguayo, naturalizado mexicano, Gustavo Adrián Ramírez, anotado ante el Necaxa a los 4 segundos de iniciado el partido.

## Historia
El 20 de mayo de 2014, el presidente del Grupo Pachuca, Jesús Martínez Patiño, anunció que el Club Deportivo Estudiantes Tecos cambiaría de sede y se mudaría de Zapopan, Jalisco a Zacatecas, Zacatecas. Esto sucedió debido a que existía un acuerdo con el Gobierno del Estado de Zacatecas de enviar a un equipo de fútbol profesional a esa entidad. Otra de las razones de la mudanza fue el hecho de que la competencia de fútbol en Guadalajara, Jalisco ya era alta, al contar con 2 equipos profesionales en la Primera División de México (Chivas y Atlas), y añadiendo el reciente ascenso de los Leones Negros de la U de G a la Liga MX para ese torneo, derrotando, precisamente, a los Estudiantes Tecos en la final por el ascenso. Al no poder conseguir que los Tecos regresaran a la Primera División, el 28 de mayo de 2014 se confirmó el cambio de nombre, escudo y sede, convirtiéndose así en los Mineros de Zacatecas y dando la desaparición del equipo de Zapopan.
El equipo comenzó prácticamente con la misma plantilla que se tenía en los Estudiantes Tecos, pero con Pablo Marini como nuevo y primer estratega del equipo, ya que el anterior director técnico, quien era Pako Ayestarán, decidió no seguir dirigiendo en la División de Ascenso. En su primera temporada, los Mineros lograron ser protagonistas del Ascenso MX llegando hasta el segundo lugar en la tabla general y logrando así clasificar a la liguilla con 25 puntos. Lograron clasificar a semifinales, derrotando en cuartos de final a Lobos BUAP con un marcador global favorable para los Mineros de 3 goles a 2, y empatando en semifinales ante el Necaxa con un marcador global de 2 - 2, pero debido a la regla de los goles fuera de casa, el Necaxa dejó fuera a los Mineros en la serie.
Luego de seis años de haber llegado a Zacatecas, el Grupo Pachuca decidió vender la franquicia a un empresario local, oficializándose hasta el 26 de junio del mismo año. De la mano del grupo hidalguense, los Mineros de Zacatecas lograron ser protagonistas en el Ascenso MX clasificando a liguilla en 10 de los 11 torneos que se disputaron bajo la anterior administración, así como haber terminado en cuatro ocasiones como el segundo mejor, y dos como el primero en la Fase Regular. Para el Torneo Clausura 2020, el equipo logró terminar en la primera posición con 22 puntos (4 puntos arriba del segundo lugar en ese momento) y con Roberto Nurse como líder de goleo momentáneo con 7 goles, pero faltando tres jornadas por concluir el torneo, este fue suspendido debido a la pandemia por COVID-19. Este torneo sería el último bajo la administración de Pachuca. A partir del Apertura 2020 de la recién creada Liga de Expansión MX, el empresario zacatecano Eduardo López Muñoz, propietario de Grupo ISLO, sería el nuevo dueño y presidente de los Mineros.

### Antecedentes
Originalmente, el equipo de los Mineros de Zacatecas surgió en 1986 cuando el Gobierno del Estado de Zacatecas, encabezado en aquel entonces por Genaro Borrego Estrada, adquirió la franquicia de la Unión de Curtidores que en ese momento militaba en la desaparecida Segunda División "A" (conocida después como la Primera División 'A' de México), participando de 1986 a 1987. Sin embargo, debido a los malos resultados, en 1987 el equipo terminó descendiendo a la Segunda División "B", donde participaron un año más hasta que pésimos manejos de sus directivos obligaron a vender la franquicia. El uniforme del equipo utilizaba los colores con los que principalmente cuenta, hoy en día, el actual equipo en su uniforme de local; usaba una playera roja con mangas y cuello color blanco, así como líneas blancas en la parte de los hombros. Un short color blanco, y calcetas blancas con líneas rojas y azules.

### El gol más rápido de México
Luego de la mudanza de los Estudiantes Tecos de Zapopan a Zacatecas, los Mineros jugaban su primer partido oficial como local ante el Necaxa, como parte de la Jornada 2 del Apertura 2014, el 25 de julio de 2014. El árbitro recién pitaba el saque inicial cuando el paraguayo, naturalizado mexicano, Gustavo Adrián Ramírez (quien para ese momento era delantero de los Mineros) lanzó un tremendo disparo desde el centro de la cancha que entró por el ángulo superior derecho, venciendo así al arquero Roberto Salcedo apenas a los 4 segundos de iniciado el cotejo. Gracias a esto, y vistiendo los colores de los Mineros, Gustavo Ramírez se convertía en el futbolista con el gol más rápido del fútbol mexicano, reemplazando al anterior gol más rápido, anotado a los 9 segundos por parte de Ricardo Chávez Medrano jugando para los Tecos, en un duelo contra las Chivas en la campaña 1989 - 1990. Este gol, es también uno de los más rápidos a nivel mundial de los que se tenga registro en partidos oficiales, además de ser considerado el primer gol anotado en torneos en la historia de los Mineros de Zacatecas.

### Primera final
En el torneo Clausura 2016 del Ascenso MX, de la mano de Ricardo Rayas como director técnico, el equipo logró disputar su primera final ante los pronósticos, ya que dejó en el camino a los Cafetaleros de Tapachula en los cuartos de final por marcador global 3 a 2. Esta serie fue bastante polémica en el partido de ida disputado en Zacatecas (que terminaron ganando los Mineros 2 a 1), ya que al término del partido, se produjo un conato de bronca iniciado por los ánimos entre los jugadores y un par de patadas propinadas por el jugador de los Mineros Juan Carlos Enríquez hacia los jugadores de los Cafetaleros, lo que terminó en una multa de 146 mil 80 pesos al club, y seis partidos de suspensión para el jugador, ya que se encontraba en la tribuna y saltó al campo para producir lo ya mencionado. En la semifinal a los Leones Negros de la U de G, siendo estos, líderes del torneo, por un marcador global de 3 a 2, y llegando a la final contra el Necaxa, perdiendo el partido de ida en el Estadio Francisco Villa el 4 de mayo de 2016 por marcador de 2 a 0, y empatando en el partido de vuelta en el Estadio Victoria de Aguascalientes el 7 de mayo de 2016, con marcador 0 - 0 teniendo como resultado global 2 - 0.

### Venta del equipo
Luego de seis años de haber llegado a Zacatecas, el Grupo Pachuca decidió vender la franquicia al 100% al empresario zacatecano Eduardo López Muñoz, propietario de Grupo ISLO el 10 de junio de 2020, y oficializándose hasta el 26 de junio del mismo año. Una de las principales razones de la venta fue que desde años atrás, se había debatido bastante sobre el tema de la multipropiedad en el fútbol mexicano, ya que para ese momento, el Grupo Pachuca era dueño del Pachuca y el León en la Liga MX, los Mineros de Zacatecas en el Ascenso MX, y los Coyotes de Tlaxcala en la Serie A de la Liga Premier, además de equipos en las ligas de Argentina y Chile. En cierta manera la multipropiedad estaba permitida, ya que en la reunión de dueños, previo al torneo Apertura 2018, se había establecido que todo propietario podría tener un máximo de dos equipos en la Liga MX, uno en el Ascenso MX y uno en la Liga Premier. Pero luego de que en mayo de 2020, la FIFA enviara una carta a la FMF advirtiéndole que se tenía que terminar con la multipropiedad, orilló a Grupo Pachuca a tomar esta decisión.
De la mano de Grupo Pachuca, los Mineros de Zacatecas lograron ser protagonistas en el Ascenso MX clasificando a liguilla en 10 de los 11 torneos que se disputaron bajo la anterior administración, así como haber terminado en cuatro ocasiones como el segundo equipo mejor, y dos como el primero en la Fase Regular.
Para el 30 de junio de 2020, se hizo una conferencia de prensa para presentar el proyecto de los Mineros, en donde estuvieron presentes el gobernador del estado Alejandro Tello, el nuevo dueño y presidente del equipo Eduardo López Muñoz, el vicepresidente (y exjugador de los Mineros) Eduardo López Villarreal, así como otras autoridades del gobierno. En la conferencia se detalló que el proyecto sería a largo plazo y se tendría planteado crear una infraestructura en todo el estado para poder visorear a niños y jóvenes que pudieran formar parte del equipo. También se informó que las escuelas mineritos, el equipo femenil y el equipo filial de la Tercera División seguirían en pie, pero debido a que Mineros utilizaría una base de jugadores de la filial de la Segunda División, el equipo que participaba en la Serie B de la Segunda División, desaparecería. Días después, se anunció que Marco Iván Pérez (exjugador de los Mineros) sería el nuevo director deportivo, y que Alexis Moreno, sería el nuevo director técnico de cara al Apertura 2020.

## Escudo
|                                                               |
| Primer escudo creado desde la fundación del equipo (2014-17). |

### Primer escudo (2014-2017)
Fue el primer escudo que representó al equipo desde su fundación el 28 de mayo de 2014, y estuvo presente en la escuadra zacatecana desde su participación en el Torneo Apertura 2014 hasta el Torneo Clausura 2017 de la Liga de Ascenso. Este escudo era de color rojo con forma triangular y sobre de ella tenía un balón de fútbol; en la parte de arriba del escudo, con un color verde, aparecía el cerro de la Bufa, lugar emblemático de la ciudad de Zacatecas; por debajo del dibujo se encontraba el nombre del plantel: Mineros Zacatecas. El conjunto de colores (verde en la parte de arriba, rojo en el escudo y una línea blanca que separaba el cerro de la Bufa con el mismo escudo) hacía representar los colores patrios.
Desde su presentación, el escudo no fue muy bien recibido por los aficionados debido a la sencillez que éste tenía en comparación a otros equipos, incluso había aficionados que les parecía feo, por lo que la directiva decidió dejar de utilizar el escudo al finalizar el Torneo Clausura 2017.

### Segundo y actual escudo (2017-presente)

Escudo de armas del Estado de Zacatecas.

Luego de las quejas de la afición hacia el anterior escudo, y en una campaña para hacer que los aficionados se sintieran más identificados con el equipo, el 16 de junio de 2017 la directiva presentó un nuevo escudo ante los medios de comunicación, y es el que actualmente representa al equipo. Este se basa principalmente en el escudo de armas del Estado de Zacatecas, haciéndolo más moderno y adecuándolo con los colores del club.
Los principales cambios que hubo con el anterior escudo fueron haber reemplazado el cerro de la Bufa con una forma moderna y de color rojo de la corona que presenta el escudo de armas de Zacatecas. El enorme balón de fútbol que aparecía en el escudo, fue reducida de tamaño y colocada en la parte superior, y el nombre del equipo fue colocado al centro del emblema. El escudo tiene un marco plateado, y dejó de ser triangular en la zona inferior para tomar una figura redonda en donde fue colocada una línea con los colores verde, blanco y rojo, que representan los colores de México. Además, el escudo presenta tres franjas en distintos tonos de rojo, y en donde se pueden ver las letras "L", "V" y "O", que significan "Labor Vincit Omnia", y que traducido del latín significa "El trabajo todo lo vence". Esta frase también aparece en el escudo de armas, y es también, el lema del estado de Zacatecas.

## Estadio
El Estadio Carlos Vega Villalba (anteriormente conocido como Estadio Francisco Villa) es el campo de los Mineros de Zacatecas. Ubicado en el corazón de la Zona metropolitana Zacatecas-Guadalupe está construido a un lado de las instalaciones de la feria de la ciudad de Zacatecas. Fue inaugurado el 12 de junio de 1986 con un partido protagonizado entre Leones Negros de la UdeG y una selección juvenil de Corea del Sur, duelo que terminó ganando Leones Negros con un marcador 1-0, y el primer gol anotado fue por obra de Francisco "El Médico" Ríos. Actualmente, cuenta con una capacidad total de 20,737 espectadores.
Desde su inauguración en 1986, y hasta septiembre de 2017, el estadio tomó por nombre "Francisco Villa" para perpetuar al Centauro del Norte, que al tomar Zacatecas el 23 de junio de 1914, le daría el triunfo a las fuerzas revolucionarias y marcaría un parte aguas en el rumbo de la Revolución Mexicana. Ha sido casa de equipos profesionales ya desaparecidos como Mineros de Zacatecas (1986-1987), Caxcanes del CREA (1987-1990), Real Sociedad de Zacatecas (1996-2003) y Águilas Reales de Zacatecas (2007-2014). Ha sido, además, sede temporal de Santos Laguna, ya que debido a una agresión al árbitro Sergio Herrera, el desaparecido Estadio Corona fue vetado por un partido. Con esto, el entonces Estadio Francisco Villa recibió su primer partido oficial de la Primera División: Santos Laguna vs Chivas de Guadalajara, duelo de la jornada 5 del Torneo de Invierno 96, que terminó en empate 1-1 con anotaciones de Jared Borgetti y Gustavo Nápoles. En el marco de la celebración del 471 Aniversario de la Fundación de Zacatecas (8 de septiembre de 2017), el gobernador Alejandro Tello Cristerna, al rendir su primer informe de gobierno, hizo el anuncio oficial del cambio de nombre del Estadio Francisco Villa, al de Estadio Carlos Vega Villalba, como reconocimiento por su trayectoria, dedicación e impulso al fútbol zacatecano.
Con la llegada de los Mineros de Zacatecas a la ciudad, en 2014 el estadio empezó a recibir mejoras, siendo retocado en un inicio en cuestión de vestidores, palcos, baños e iluminación, para cumplir con las exigencias que pedía la Federación para albergar partidos profesionales de la Liga de Ascenso. En octubre de 2014, y con una inversión de 24.5 millones de pesos, fueron colocadas más de 14 mil butacas para la comodidad de los aficionados, así como colocación de iluminación profesional, circuito cerrado de videovigilancia y pintura tanto en el interior como el exterior. En febrero de 2016, fue colocada una pantalla gigante en la cabecera norte del estadio, y en junio de 2018, con una inversión de 40 millones de pesos, y para cumplir con las exigencias que la Federación tenía para que los equipos fueran candidatos a ascender a la Primera División, se hizo una ampliación de aforo al estadio que requirió de la construcción de un segundo nivel de gradas en la zona lateral oriente, ampliando su capacidad de aficionados de 14,000 a 20,737 aficionados.
El primer partido oficial de los Mineros en éste estadio fue en contra de Necaxa, en la jornada 2 del Apertura 2014 de la Liga de Ascenso. En este partido, el estadio fue testigo del que, hoy en día, es el gol más rápido del fútbol mexicano, por obra de Gustavo Ramírez anotado a los 4 segundos de haber iniciado el partido.

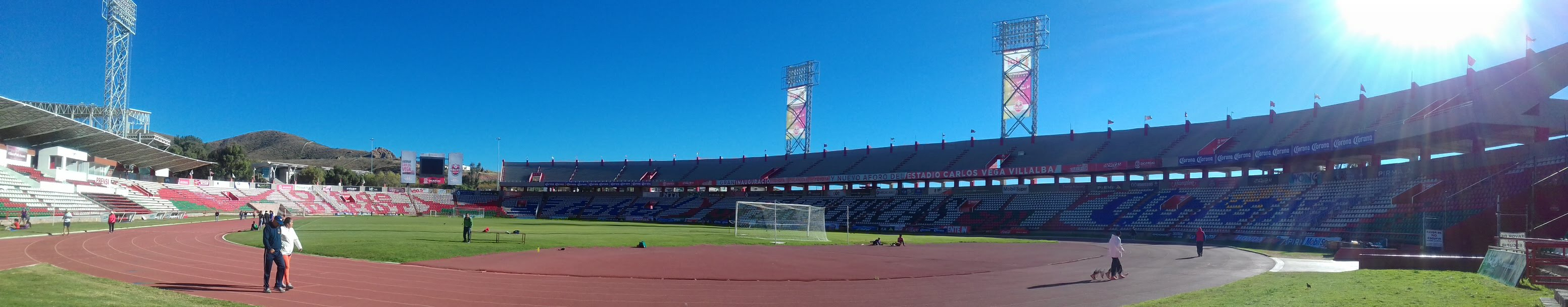
Panorámica interior del estadio Carlos Vega Villalba con vista desde la entrada (zona sur).

## Uniforme

### Uniformes actuales
- Uniforme local: Camiseta, pantalón y medias granates.
- Uniforme visitante: Camiseta blanca con una línea horizontal roja, pantalón y medias blancas.
- Uniforme alternativo: Camiseta verde con detalles blancos y rojos, pantalón y medias verdes.

| Primer Uniforme | Segundo Uniforme | Uniforme Alternativo |

### Uniformes Anteriores
| Uniformes Anteriores | Uniformes Anteriores | Uniformes Anteriores | Uniformes Anteriores | Uniformes Anteriores | Uniformes Anteriores | Uniformes Anteriores | Uniformes Anteriores | Uniformes Anteriores | Uniformes Anteriores | Uniformes Anteriores | Uniformes Anteriores |
| -------------------- | -------------------- | -------------------- | -------------------- | -------------------- | -------------------- | -------------------- | -------------------- | -------------------- | -------------------- | -------------------- | -------------------- |
| 2021-2022            |                      |                      |                      |                      |                      |                      |                      |                      |                      |                      |                      |
| Primer Uniforme      | Segundo Uniforme     | Tercer Uniforme      |                      |                      |                      |                      |                      |                      |                      |                      |                      |
| 2020-2021            |                      |                      |                      |                      |                      |                      |                      |                      |                      |                      |                      |
| Primer Uniforme      | Segundo Uniforme     | Tercer Uniforme      |                      |                      |                      |                      |                      |                      |                      |                      |                      |
| 2019-2020            |                      |                      |                      |                      |                      |                      |                      |                      |                      |                      |                      |
| Primer Uniforme      | Segundo Uniforme     | Tercer Uniforme      |                      |                      |                      |                      |                      |                      |                      |                      |                      |
| 2018-2019            |                      |                      |                      |                      |                      |                      |                      |                      |                      |                      |                      |
| Primer Uniforme      | Segundo Uniforme     | Tercer Uniforme      |                      |                      |                      |                      |                      |                      |                      |                      |                      |
| 2017-2018            |                      |                      |                      |                      |                      |                      |                      |                      |                      |                      |                      |
| Primer Uniforme      | Segundo Uniforme     | Tercer Uniforme      |                      |                      |                      |                      |                      |                      |                      |                      |                      |
| 2016-2017            |                      |                      |                      |                      |                      |                      |                      |                      |                      |                      |                      |
| Primer Uniforme      | Segundo Uniforme     | Tercer Uniforme      |                      |                      |                      |                      |                      |                      |                      |                      |                      |
| 2015-2016            |                      |                      |                      |                      |                      |                      |                      |                      |                      |                      |                      |
| Primer Uniforme      | Segundo Uniforme     | Tercer Uniforme      |                      |                      |                      |                      |                      |                      |                      |                      |                      |
| 2014-2015            |                      |                      |                      |                      |                      |                      |                      |                      |                      |                      |                      |
| Primer Uniforme      | Segundo Uniforme     | Tercer Uniforme      |                      |                      |                      |                      |                      |                      |                      |                      |                      |

### Indumentaria y patrocinador
| Período       | Proveedor | Logo |
| ------------- | --------- | ---- |
| 2014-2020     | Pirma     |      |
| 2020-presente | Spiro     |      |

| Período       | Patrocinador principal | Logo |
| ------------- | ---------------------- | ---- |
| 2014 - 2020   | Telcel                 |      |
| 2014-2017     | Samsung                |      |
| 2016-presente | Red Gasislo            |      |
| 2017-presente | Mobil                  |      |
| 2020-presente | Fresnillo PLC          |      |

### Otros patrocinadores del uniforme
- Cesantoni
- Corona Extra
- Mediotiempo
- Caliente
- Tierra Adentro
- Trackone
- McDonald's
- Banca Mifel
- Vazlo
- Red Cola

### Otros patrocinadores*
- Cemozac
- Her-po
- NetBet
- Red Cola
- Renault
- Domino's Pizza
- Gobierno del Estado de Zacatecas
- Mercado Libre
- Tierra Adentro
- Grupo Santa Rita

## Datos del club

### Récords
| - Primer partido disputado: - En liga: Correcaminos 0 - 0 Mineros (Apertura 2014, 18 de julio de 2014). - En copa: Mineros 0 - 0 Leones Negros - Torneos en Primera División de México: 0. - Torneos en Liga de Ascenso / Liga de Expansión: 13. - Ascensos: 0 - Descensos: 0 - Liguillas por el título: 12. - Finales por el título: - De liga: 1 (Clausura 2016). - Mejor puesto en liga: - Liga de Ascenso / Liga de Expansión: 1° (Clausura 2017, Clausura 2018). - Peor puesto en liga: - Liga de Ascenso / Liga de Expansión: 8° (Clausura 2015). - Más puntos en un torneo: - Liga de Ascenso / Liga de Expansión: 33 (Apertura 2016). - Menos puntos en un torneo: - Liga de Ascenso / Liga de Expansión: 18 (Clausura 2015). - Mayor número de goles marcados en un torneo: - Liga de Ascenso / Liga de Expansión: 34 (Apertura 2016). - Menor número de goles recibidos en un torneo: - Liga de Ascenso / Liga de Expansión: 9 (Clausura 2019). - Más victorias en un torneo: - Totales: 10 (Apertura 2016, Apertura 2018). - Como local: 8 (Apertura 2016). - Como visitante: 5 (Apertura 2018). - Más empates en un torneo: - Totales: 10 (Clausura 2016). - Como local: 5 (Clausura 2016). - Como visitante: 5 (Clausura 2016, Clausura 2019). - Más derrotas en un torneo: - Totales: 5 (Clausura 2015, Guardianes Clausura 2021). - Como local: 2 (Apertura 2015, Apertura 2017, Apertura 2019, Apertura 2020). - Como visitante: 4 (Clausura 2015, Apertura 2016, Guardianes Clausura 2021). - Menos victorias en un torneo: 4 (Clausura 2016, Apertura 2019). - Menos empates en un torneo: 2 (Apertura 2018). - Menos derrotas en un torneo: 1 (Clausura 2016, Clausura 2019). - Más victorias consecutivas: - Totales: 6 (Apertura 2018). - Como local: 7 (Apertura 2016, Jornada 10 Apertura 2017 - Jornada 5 Clausura 2018). - Como visitante: 3 (Apertura 2014, Clausura 2017, Clausura 2018, Apertura 2018). - Más empates consecutivos: 4 (Clausura 2016). - Más derrotas consecutivas: 3 (Apertura 2019). - Mayor racha de partidos consecutivos sin perder: 14 (Jornada 6 Clausura 2016 - Partido de vuelta semifinal Clausura 2016). - Mayor racha de partidos consecutivos sin ganar: 8 (Partido de ida semifinal Apertura 2015 - Jornada 6 Clausura 2016). - Mayor goleada conseguida: - 6-0 frente a Alebrijes de Oaxaca (Guard1anes Clausura 2021 Liga de Expansión), 20 de abril de 2021. - Mayor goleada recibida: - 1-5 frente a Celaya (Apertura 2016 Liga de Ascenso), 10 de septiembre de 2016. - Jugador con más goles en un torneo: - Roberto Nurse: 16 goles en el Torneo Apertura 2016 de la Liga de Ascenso. - Máximo goleador histórico del equipo: - Roberto Nurse: 68 goles (entre fase regular y liguilla de la Liga de Ascenso, y Copa MX). - Jugador con más partidos disputados en la historia del equipo: - Daniel Cisneros: 136 partidos (entre fase regular y liguilla de la Liga de Ascenso, y Copa MX). |

### Trayectoria
Desde su fundación en 2014, los Mineros han disputado un total de 13 torneos y clasificando a la fase final en 12 de ellos, logrando un subcampeonato en 2016 frente al Necaxa. En la Copa MX, el equipo ha logrado clasificar a la fase final en tres ocasiones y ha logrado llegar hasta octavos de final.
Nota: En negrita competiciones activas.
| \| Competición \| P.J. \| P.G. \| P.E. \| P.P. \| G.F. \| G.C. \| Mejor resultado \| \| ----------------------------------- \| ---- \| ---- \| ---- \| ---- \| ---- \| ---- \| ---------------- \| \| Liga de Ascenso / Liga de Expansión \| 241 \| 111 \| 70 \| 59 \| 353 \| 263 \| Subcampeón \| \| Campeonato de Copa México \| 55 \| 11 \| 13 \| 31 \| 65 \| 92 \| Octavos de final \| \| \| \| \| \| \| \| \| \| \| Total \| 296 \| 122 \| 83 \| 90 \| 418 \| 355 \| 1 Subcampeonato \| Estadísticas actualizadas hasta el último partido jugado el 8 de mayo de 2021. Incluye datos de la fase regular y fase final. |      |      |      |      |      |      |                  |
| Competición | P.J. | P.G. | P.E. | P.P. | G.F. | G.C. | Mejor resultado  |
| Liga de Ascenso / Liga de Expansión | 241  | 111  | 70   | 59   | 353  | 263  | Subcampeón       |
| Campeonato de Copa México | 55   | 11   | 13   | 31   | 65   | 92   | Octavos de final |
| |      |      |      |      |      |      |                  |
| Total | 296  | 122  | 83   | 90   | 418  | 355  | 1 Subcampeonato  |

## Palmarés
La primera final de un torneo oficial al que ha llegado Mineros de Zacatecas, ha sido en el Clausura 2016 del Ascenso MX, de la mano de Ricardo Rayas. El partido de ida se disputó en el estadio Francisco Villa de Zacatecas el 4 de mayo del 2016, perdiendo ante Necaxa por un marcador de 2 - 0, y en el partido de vuelta disputado en el estadio Victoria de Aguascalientes el 7 de mayo del 2016, quedó con un empate 0 - 0.

### Torneos oficiales
| Competición nacional     | Títulos | Subcampeonatos |
| ------------------------ | ------- | -------------- |
| Liga de Ascenso MX (0/1) |         | Clausura 2016. |

### Torneos amistosos
- Campeón Copa Centenario de la Toma de Zacatecas (1): 2014.[20]
- Campeón Copa Zacatecas (1): 2015.[21]

### Torneos de equipos filiales y fuerzas básicas
- Mineros de Zacatecas TDP
  - Campeón de filiales de la Tercera División (2): temporada 2014-15, temporada 2015-16.[22]
- Mineros de Zacatecas Sub 15
  - Campeón Liga Nacional juvenil Scotiabank (1): 2018.[23]
- Mineros de Zacatecas Sub 13
  - Campeón Liga Nacional juvenil Scotiabank (1): 2017.[24]

## Jugadores
Desde la aparición del equipo en mayo de 2014 y hasta el Guard1anes Clausura 2021 en enero del mismo año, cerca de 150 jugadores han vestido la playera del primer equipo de Mineros, de los cuales 26 han sido jugadores extranjeros (5 de ellos, naturalizados mexicanos), y en donde predominan los jugadores de origen uruguayo con 6, seguidos por los de origen argentino con 5. El extranjero que más ha destacado en la tabla histórica de goleo y partidos disputados de Mineros, ha sido el paraguayo Gustavo Ramírez, con 91 partidos disputados y 39 goles en su paso por el equipo.
Nota: En negrita los jugadores activos en el club.
| Máximos goleadores | Máximos goleadores | Máximos goleadores | Más partidos disputados | Más partidos disputados | Más partidos disputados |
| ------------------ | ------------------ | ------------------ | ----------------------- | ----------------------- | ----------------------- |
| 1.                 | Roberto Nurse      | 68 goles           | 1.                      | Daniel Cisneros         | 136 partidos            |
| 2.                 | Gustavo Ramírez    | 39 goles           | 2.                      | Miguel Velázquez        | 134 partidos            |
| 3.                 | Guillermo Martínez | 33 goles           | =                       | Roberto Nurse           | 134 partidos            |
| 4.                 | Juan Cuevas        | 28 goles           | 4.                      | Héctor Mascorro         | 128 partidos            |
| 5.                 | Eder Cruz          | 16 goles           | 5.                      | Noé Maya                | 119 partidos            |
| =                  | Héctor Mascorro    | 16 goles           | 6.                      | Fernando Madrigal       | 101 partidos            |
| 7.                 | Juan José Calero   | 13 goles           | 7.                      | Heriberto Aguayo        | 95 partidos             |
| 8.                 | Noé Maya           | 11 goles           | 8.                      | Gustavo Ramírez         | 91 partidos             |
| =                  | Luis Hernández     | 11 goles           | 9.                      | Luis Hernández          | 88 partidos             |
| 10.                | Arturo Ortiz       | 9 goles            | 10.                     | Arturo Ortiz            | 86 partidos             |
|                    |                    |                    |                         |                         |                         |

Estadísticas actualizadas hasta el 8 de mayo de 2021. Se cuentan datos de los torneos oficiales en sus fases regulares y liguillas.

### Altas y bajas: Apertura 2025
| Altas              | Altas         | Altas                    | Altas    |
| Jugador            | Posición      | Procedencia              | Tipo     |
| ------------------ | ------------- | ------------------------ | -------- |
| Julio Valenzuela   | Portero       | Cimarrones de Sonora     | Libre    |
| Fernando Romero    | Defensa       | Atlético de San Luis U23 | ?        |
| Osmar Múñoz        | Defensa       | Celaya F.C.              | Libre    |
| Jesús López        | Mediocampista | Venados F.C.             | Traspaso |
| Sergio de los Ríos | Mediocampista | C.F. Pachuca             | ?        |
| Víctor Barajas     | Mediocampista | Club León                | ?        |
| Paolo Ríos         | Delantero     | Tlaxcala F.C.            | Traspaso |
| Mauro Pérez        | Delantero     | Cancún F.C.              | Libre    |

| Bajas            | Bajas         | Bajas            | Bajas           |
| Jugador          | Posición      | Destino          | Tipo            |
| ---------------- | ------------- | ---------------- | --------------- |
| Fernando Mata    | Portero       | Tlaxcala F.C.    | Traspaso        |
| Jorge Rodarte    | Defensa       | C.F. Cruz Azul   | Préstamo        |
| Ricardo Peña     | Defensa       | C.D. Irapuato    | Traspaso        |
| José Clemente    | Mediocampista | Club Jaiba Brava | Fin de contrato |
| Paul Castillo    | Mediocampista | Tlaxcala F.C.    | Traspaso        |
| Brian Figueroa   | Mediocampista | Atlético Morelia | Préstamo        |
| Christian Blanco | Mediocampista | Bandera de ?     | Fin de contrato |
| Juan José Calero | Delantero     | Venados F.C.     | Traspaso        |
| Andrés Preciado  | Delantero     | Zacatepec F.C.   | ?               |

## Entrenadores
Actualizado al 8 de mayo de 2021.
Último partido citado: Mineros 1 - 1 Tepatitlán
| Pablo Marini |               |     |    |    |    |    |   |   |   |   |   |   |   |     |    |    |    |
| Argentina | A2014 - C2015 | 29  | 14 | 8  | 7  | 12 | 2 | 3 | 7 | - | - | - | - | 41  | 16 | 11 | 14 |
| Joel Sánchez |               |     |    |    |    |    |   |   |   |   |   |   |   |     |    |    |    |
| México | A2015 - C2016 | 24  | 8  | 9  | 7  | 9  | 3 | 2 | 4 | - | - | - | - | 33  | 11 | 11 | 11 |
| Ricardo Rayas |               |     |    |    |    |    |   |   |   |   |   |   |   |     |    |    |    |
| México | C2016 - C2017 | 58  | 28 | 17 | 13 | 13 | 2 | 5 | 6 | - | - | - | - | 71  | 30 | 22 | 19 |
| Efraín Flores |               |     |    |    |    |    |   |   |   |   |   |   |   |     |    |    |    |
| México | A2017         | 17  | 7  | 5  | 5  | 3  | 0 | 0 | 3 | - | - | - | - | 20  | 7  | 5  | 8  |
| Andrés Carevic                                                                                                   |               |     |    |    |    |    |   |   |   |   |   |   |   |     |    |    |    |
| Argentina | C2018 - C2019 | 51  | 26 | 14 | 11 | 13 | 3 | 3 | 7 | - | - | - | - | 64  | 29 | 17 | 18 |
| Óscar Torres |               |     |    |    |    |    |   |   |   |   |   |   |   |     |    |    |    |
| México | A2019 - C2020 | 23  | 11 | 8  | 4  | 4  | 1 | 0 | 3 | - | - | - | - | 27  | 12 | 8  | 7  |
| Alexis Moreno |               |     |    |    |    |    |   |   |   |   |   |   |   |     |    |    |    |
| México | A2020 - C2023 | 107 | 44 | 20 | 43 | -  | - | - | - | - | - | - | - | 107 | 44 | 20 | 43 |
| (1) Incluye datos de la fase regular y fase final. (2) Incluye datos de la Copa MX en fase regular y fase final. |               |     |    |    |    |    |   |   |   |   |   |   |   |     |    |    |    |

## Equipos filiales y fuerzas básicas
El 27 de mayo de 2015 la directiva de Mineros de Zacatecas informó que a partir del Torneo Apertura 2015, los equipos de la segunda y tercera división se mudarían a Zacatecas, con esto culminaría el proceso de mudanza del equipo al Estado y el club tendría concreto todo su esquema de fuerzas básicas.

### Mineros de Zacatecas B
Días después del anuncio en el que Estudiantes Tecos se convertirían en Mineros de Zacatecas, la directiva de Mineros anunció que el equipo de Segunda División se quedaría en Zapopan, ya que se tenía la intención de seguir con la formación de talentos en Jalisco, por lo que este equipo se quedaría con el escudo y el nombre de Estudiantes Tecos, jugaría sus partidos como local en el estadio 3 de Marzo de Zapopan, Jalisco y tomaría el rol como primer equipo del mismo, pero seguiría siendo filial del Club Deportivo Mineros de Zacatecas. Un año después, la directiva anunció que la filial se mudaría a Zacatecas a partir del Apertura 2015 de la, entonces llamada, Liga Premier de Ascenso, dejando el nombre y el escudo de Estudiantes Tecos atrás, y naciendo así el Mineros de Zacatecas B de la Segunda División.
Entre el Apertura 2015 y hasta el Clausura 2017 (dos años), el equipo participó en la Liga Premier de Ascenso (hoy conocida como Serie A de México), y disputaba sus partidos en el estadio Francisco Villa (hoy conocido como estadio Carlos Vega Villalba). Para agosto de 2017, y por cambios en los reglamentos de la categoría en la Segunda División, el equipo fue movido a la Serie B de México, y desde el Apertura 2017 hasta el Clausura 2018 (un año) tuvo como sede el campo deportivo La Alberca, ubicado en el municipio de Tlaltenango, Zacatecas. En 2018, la liga cambió a la modalidad de torneos largos, por lo que para el inicio de la temporada 2018-19, el equipo regresó a la capital zacatecana para disputar sus partidos, de nueva cuenta, en el estadio Carlos Vega Villalba, pero continuó en la Serie B hasta la desaparición del equipo.
En 2020, y luego de la compra de la franquicia por el empresario Eduardo López Muñoz, la directiva optó por utilizar una base de jugadores que participaban en esta filial para poder llenar los huecos de los futbolistas que habían regresado a Grupo Pachuca luego de la venta, y así poder participar en la recién creada Liga de Expansión MX, por lo que Mineros de Zacatecas B  terminó desapareciendo para el inicio de la temporada 2020-21.

### Mineros de Zacatecas TDP
Al igual que la filial de Segunda División, Mineros de Zacatecas C jugó sus partidos de local en el estadio 3 de Marzo de Zapopan durante un año, pero a diferencia del equipo B, este si cambió su nombre y escudo al de Mineros de Zacatecas. Fue hasta el inicio de la temporada 2015-16, que el equipo llegaría a la entidad zacatecana para así completar el esquema de fuerzas básicas del primer equipo en el Estado.
En total ha ganado dos campeonatos de filiales en la Tercera División, lográndolo con un bicampeonato. El primero fue en la temporada 2014-15, cuando tenía como sede el estadio 3 de marzo, ante Cruz Azul Jasso por un marcador global de 4 - 1, y el segundo en la temporada 2015-16, ya en Zacatecas, ante Tigres SD por un marcador global 5 - 5, y ganando 4 - 2 en la tanda de penales.
Actualmente participa (sin derecho a ascender) en el Grupo 12 de la tercera división de México. Juega sus partidos como local en la Unidad Deportiva de Guadalupe, en el municipio de Guadalupe, Zacatecas.

### Mineros de Fresnillo
Mineros de Fresnillo es un equipo con sede en la ciudad de Fresnillo, Zacatecas que participa en la Serie A de la Segunda División de México y juega sus partidos como local en la Unidad Deportiva Minera Fresnillo. Esta escuadra fue fundada en 2007 como un equipo independiente.
En junio de 2021 Grupo ISLO, propietarios de Mineros de Zacatecas se hicieron cargo de la gestión del equipo como consecuencia de que la empresa patrocinadora de Fresnillo eliminó el apoyo financiero que le había otorgado desde su fundación. Tras este hecho Mineros de Fresnillo pasó a realizar la tarea de formación de futbolistas que anteriormente se llevaba a cabo en el equipo Mineros de Zacatecas B.

### Mineros Querétaro
Siendo parte ya de Grupo ISLO, el 27 de octubre de 2020 la directiva de Mineros, encabezada por Eduardo López Muñoz, firmó un convenio de colaboración con el Centro Universitario CEICKOR de Querétaro, esto para formar una alianza deportiva, social y académica, y unirlos a favor de la juventud mexicana a través del fútbol. En el acuerdo se incluyó a corto plazo un centro educativo en Zacatecas que forme y desarrolle futbolistas, profesionistas y mejores personas. También se acordó la formación de un equipo profesional que participara en la tercera división de México a partir de la temporada 2021-22, y que tendría por nombre el de Mineros Querétaro.

## Área social

### Afición
La barra de animación del conjunto zacatecano es "La División del Norte" la cual se caracteriza por alentar con cánticos al equipo. Imprime mucha energía para contagiar a los demás asistentes al estadio, para que el aliento sea cada vez más fuerte y se sienta el peso de la afición hacia el equipo visitante.

### Medios
Sus partidos de local en el torneo de liga se disputan los viernes a las 7:00 p. m. y son transmitidos en televisión por cable en la cadenas internacionales Fox Sports y Claro Sports, en Internet por Clarosports.com y en radio por el 89.9 y 91.5 FM de Zacatecas.